# 박현규 (철권 프로게이머)
박현규(1983년 3월 13일~)는 대한민국의 철권 프로게이머이며 게임 해설자이다. 스티브 폭스를 주 캐릭터로 사용하며, 사용 닉네임은 NIN이다.

## 개요

### 선수 시절
2005년 일본의 격투게임 대회인 투극에 참가하여 철권5 부문에서 우승을 차지했다.

### 방송 활동
2006년 MBC게임의 철권 프로그램이었던 '철권열전 내일은 어디냐?'를 통해 방송에 데뷔했으며 이후 2009년 TEKKEN CRASH가 개최되면서 본격적으로 해설자로 활동하기 시작했다.
이후 온게임넷의 WCG 2011과 TEKKEN BUSTERS의 해설을 맡기도 했다.
2013년 나이스게임TV의 TEKKEN STRIKE 해설을 맡았다.
2014년부터 현재까지 SPOTV GAMES의 울트라 스트리트 파이터4, 길티기어, 철권 등 격투게임 리그의 해설을 맡고 있다.

## 연혁

### 선수
- 2005년 투극 철권5 부문 우승
- 2010년 제1회 반다이남코 주최 철권 세계 대회 우승
- 2010년 EVO 2010 철권6 부문 우승
- 2013년 2013 EVO 철권 태그2 부문 4위

### 해설 및 방송 참여
- 2006년 철권열전 - 내일은 어디냐? 진행 (MBC게임)
- 2009년 ~ 2010년 돌격! 철권 히어로 진행 (MBC게임)
- 2009년 ~ 2011년 TEKKEN CRASH 해설 (MBC게임)
- 2011년 겟앰프드 리그 해설 (MBC게임)
- 2011년 WCG 2011 한국대표선발전 철권6 부문 해설 (온게임넷)
- 2011년 WCG 2011 그랜드파이널 철권6 부문 해설 (온게임넷)
- 2012년 LG CUP StreetFighter4 해설 (온게임넷)
- 2012년 TEKKEN BUSTERS 해설 (온게임넷)
- 2013년 TEKKEN STRIKE 해설 (나이스게임TV)
- 2014년 WECG 2014 글로벌 챌린지: 서울 울트라 스트리트 파이터4 부문 해설 (SPOTV GAMES)
- 2014년 WECG 2014 한국대표 선발전 울트라 스트리트 파이터4 부문 해설 (SPOTV GAMES)
- 2015년 TEKKEN CRASH 리턴즈 해설 (SPOTV GAMES)
- 2015년 플레이 스테이션 아레나 2015 길티기어 Xrd -Sign- 부문 해설 (SPOTV GAMES)
- 2015년 TEKKEN CRASH 해설 (SPOTV GAMES)
- 2016년 플레이 스테이션 아레나 2016 길티기어 Xrd -Sign- 부문 해설 (SPOTV GAMES)
- 2016년 플레이 스테이션 아레나 2016 스트리트 파이터 5 부문 해설 (SPOTV GAMES)

## 인용
1. ↑  '엑츠인터뷰' 테켄 크래쉬의 오늘이 있기까지, '정인호, 박현규 해설의 철권 스토리' ① 엑스포츠뉴스